# Curuá (Pará)
Curuá é um município brasileiro do estado do Pará, pertencente a microrregião de Santarém.

## Geografia
Localiza-se no norte brasileiro, a uma latitude 01º 53' 17" sul e longitude 55º 07' 00" oeste. O município tem 14.587 habitantes distribuídos em 1.431 km² de extensão territorial.

## História
A história de Curuá começa com a fundação da Missão Baré em 1694 pelos Padres Franciscanos Capuchos da Piedade, mais tarde transferidos para a aldeia Surubim, em Alenquer, sendo o lugar denominado Arcozello por Mendonça Furtado.
Em 1848 começou a segunda povoação, promovida pelo Tenente Raimundo Simões, com a exploração do látex Balata.
Em 1900 foi criada a Vila Curuá, com projeto do Senador Fulgêncio Simões, presidida pelo Intendente de Alenquer, Tenente Coronel Josino Cardoso Monteiro.
Em 1936 Curuá foi elevada à categoria de distrito, ligado ao município de Alenquer.
Em 1995 ocorreu o plebiscito de emancipação do distrito, que foi elevado à categoria de município, com a denominação de Curuá, em 28 de dezembro 1995.